# 仏眼寺 (豊中市)
仏眼寺（ぶつげんじ）は、大阪府豊中市熊野町にある曹洞宗の仏教寺院。曹洞宗宗務庁での掲載寺名は『佛眼寺』である。

## 歴史
花山法皇の院宣で長徳年間（995年～999年）に仏眼が開基した天台宗寺院・宝珠寺の奥の院の跡地と伝えられる。
宝暦９年６月大阪浄春院で尸羅会が啓建された。浄春院桃隠長老が頑極禅師を請しての会で、四方の玄侶聞いて掛塔１千３百人、戒弟３百人を越えた。その中に長浜屋、規矩氏喜右衛門なる人があって、この戒会で頑極禅師から『超倫居士』の号を授けられた。超倫居士は、頑極禅師をその邸宅に迎え、師の徳望に深く帰依し、一寺建立を願い出た。いわく、大阪の西、熊野田邑に平安時代花山法皇が３３所観音安置の時、法皇剃髪の師佛眼上人創建の寺がある。廃頽して今は山林となっているが、私の土地である。此に一寺を建立したい。実は父が生前中、先祖の冥福を祈るために、一寺を建立したいと願いながら、果たさず死んだ。今私に号を授けた禅師は自分が願う大知識である。願わくばこの地に一寺を建立して亡父の願いを果たすと共に、後世子孫に永く父の帰依三宝厚き事を知らしめたい思いで建立に至った。
宝暦10年（1760年）９月に浄春寺？の頑極官慶（がんぎょくかんけい）に帰依した大坂の十人両替商人・長浜屋治右衛門（規矩超倫、きくちょうりん）が、花山法皇の出家の師である仏眼のために建てられた寺院の跡地に長浜屋の菩提寺として禅寺を建立したものが現在の佛眼寺。
名を禅の開祖達磨大師を葬った地名「熊耳山」にちなんだ「熊耳山佛眼寺」とした。その時弟子の玄透即中禅師が編んだ『頑極禅師佛眼寺語録』に『師便少林先師黙大和尚を拝請して以って開山始祖と為し自らは次位に居す』と、開山には官慶の本師、遠州少林寺の黙子とし、頑極官慶を第2世とする。これは曹洞宗西来派の特徴の一つで、師を開山として迎え、実質上の開山は自分であっても、自ら第一祖、又は２祖として住した。
弟子の玄透が天明５年５７歳で仏眼寺6世となった折、梵鐘鋳造、曹洞宗の開祖道元の著書「正法眼蔵」の行持の巻、弁道話を版行（佛眼寺版）この初版の正法眼蔵の手本となったのが、頑極禅師の師である黙子禅師（少林寺蔵）の写本だとされる。のちに円通寺10世国仙和尚示寂後、円通寺１１世（６３歳）後継となり、良寛と居を共にした。続いて寛政６年１１月武蔵龍隠寺を経て、あけて春４月永平寺5０世に晋住された。

## 文化財
- 梵鐘　豊中市有形文化財・工芸　天明6年（1786年）5月10日鋳　大乗寺蔵「支那禅刹図式」を模したもので、中国安吉州何山寺鐘（あんきしゅうかざんじしょう）の流れを汲むとみられる。

阪神・淡路大震災で被害を受けた鐘楼は耐震と防犯を兼ねたモダンな面格子耐力壁で1998年に再建された。
- 当時住職を乗せて運んだとみられる籠や寺子屋の机なども境内で見られる。

## 交通
- 阪急宝塚本線豊中駅下車、阪急バスで「熊野町」下車７分